# Icogne
Icogne (frankoprovensalska: Icôgne) är en ort och kommun i distriktet Sierre i kantonen Valais, Schweiz. Kommunen har 634 invånare (2023).